# Zio Paperone e la Stella del Polo
Zio Paperone e la Stella del Polo (Back to the Klondike), nota anche come Paperino e la Stella del Polo, è una storia a fumetti della Walt Disney, scritta e disegnata da Carl Barks e pubblicata per la prima volta nel marzo 1953 sul secondo numero di Uncle Scrooge. Considerata una delle più belle storie di Carl Barks, nonché una delle migliori storie a fumetti Disney di sempre, viene ricordata per l'esordio del personaggio di Doretta Doremì e per il primo riferimento al passato di Paperon de' Paperoni come cercatore d'oro nello Yukon.
Nella storia compare Doretta Doremì (grande amore di Paperone) cinica e spietata, proprietaria del saloon di Dawson, la città mineraria dove Paperone andava a depositare l'oro raccolto nella sua miniera. La storia, comunque, partendo dall'espediente della scarsa memoria di Paperone, porta i paperi nel Klondike, giocando sull'esile equilibrio tra il papero scorbutico e taccagno che vuole tornare nei luoghi della sua gioventù da minatore per riscuotere un vecchio debito e quello innamorato e romantico che vuole tornare per sapere che fine ha fatto il suo primo amore.

## Trama
Paperone sta accusando dei vuoti di memoria che gli causano diversi problemi: si è dimenticato non solo l'ammontare del suo denaro che ha appena finito di contare, ma persino l'aspetto e il nome di suo nipote Paperino, il quale gli suggerisce di farsi curare. Paperone non vuole, in quanto le visite mediche costano, ma subito dopo, venendo colpito da una trappola antiladro di cui si era dimenticato, si rende conto della gravità del problema e si reca da un medico: questo gli lo svitatorum rotellorum (in originale blinkus of the thinkus, che compare in alcuni dizionari posteriori all'uscita della storia come espressione slang con il significato di "momentanea perdita di concentrazione" o "vuoto di memoria", tradotto pedissequamente su Zio Paperone numero 1 con blinkus del thinkus) e gli prescrive delle pillole in grado di fargli recuperare la memoria. Paperone ne prende una subito e comincia a ricordare ed elencare a Paperino elementi recenti, ma anche avvenimenti avvenuti decenni prima che aveva completamente rimosso: in particolare ricorda di aver nascosto sottoterra cinquant'anni prima delle pepite in Klondike e che la scintillante Doretta Doremì, una sua vecchia "fiamma", gli deve 1000 dollari, che con gli interessi sono diventati un miliardo.
Paperone decide quindi di partire con i nipoti per il Klondike per recuperare le pepite e per riscuotere il debito. Arrivati a destinazione, per risparmiare sui costi, Paperone rinuncia a prendere l'aereo e decide di recarsi a Dawson a piedi. A metà strada, però, i paperi incontrano il pilota dell'aereo, che aveva fatto scalo in quel punto, e scoprono che Paperone è il proprietario della linea, dunque potevano viaggiare in aereo gratis, causando l'irritazione di Paperino. Paperone, però, aveva dimenticato di essere il proprietario della linea aerea perché, per risparmiare, non aveva preso la medicina.
A Dawson, Paperone, entrato nella sala da ballo, racconta ai suoi nipoti quello che era successo cinquant'anni prima: la sera che trovo la sua prima pepita d'oro, la gigantesca Pepita Uovo d'Anatra, la mostrò ai clienti del bar e Doretta, la proprietaria, che lo drogò derubò delle pepite. La mattina seguente, dopo una violenta rissa con i suoi scagnozzi, Paperone costrinse Doretta a restituirgli le pepite, ma lei aveva già sperperato quelle piccole; quindi, Paperone le fece firmare una cambiale, ma poi la "rapì" e la fece lavorare un mese nella sua concessione, per farle capire che quello che sottraeva ai cacciatori d'oro, non era solo oro, ma ore e ore di impegno e sudore. Il mattino dopo, i paperi partono per la concessione ma arrivati lì scoprono che ora ci abita una vecchia armata di fucile e il suo orso addomesticato e li caccia via a fucilate dal proprio terreno. Dopo vari tentativi falliti, i paperi riescono a catturare l'orso e a disarmare la vecchia scoprendo che è Doretta.
Paperone, contentissimo per svariate ragioni, va a riscuotere il debito e la priva di tutti i suoi beni. Doretta però gli lascia solo alcuni gioielli e l'atto di proprietà della casa, avendo devoluto ai bisognosi tutti i propri beni, e adesso dovrà andare all'ospizio per poveri. Pieno di sensi di colpa, Paperone cerca di rimediare, facendole una proposta: se Doretta vincerà una gara con lui a chi trova più oro entro un certo tempo, riavrà indietro la concessione e anche tutto l'oro che troverà. Paperone, con fare losco, suggerisce ai nipoti di farla scavare in un punto a detta sua senza pepite, ottenendo critiche dai ragazzi, che però gli obbediscono, Doretta trova una grossa quantità d'oro, e Paperone si dispera, sostenendo che, non avendo preso la medicina, si era dimenticato che proprio in quel punto vi era l'oro. Mentre se ne vanno, Qui, Quo e Qua ridono della giusta sventura dello zio, ma Paperino, non convinto, fa contare loro le pillole: lo zio ha preso la medicina e ha finto di non ricordare. La storia finisce con Paperino e i nipoti che sorridono su come lo zio abbia davvero il cuore per amare qualcuno.

## Storia editoriale
Barks scrisse la storia in seguito al suo secondo divorzio, in un periodo in cui viaggiava frequentemente. In un negozio di Seattle, trovò una copia di Klondike '98, una raccolta di fotografie, realizzata da Ethel Anderson Becker, sulla corsa all'oro del Klondike. Barks scrisse in seguito che la lettura di questa raccolta di fotografie gli diede l'idea per la realizzazione della scena della rissa e del rapimento di Doretta. Tuttavia la storia venne censurata dall'editore americano che ritenne inadatta per una pubblicazione Disney la scena della rissa e del rapimento di Doretta. Furono allora tagliate in totale 5 tavole: la scena della rissa e del rapimento, lunga quattro tavole, più mezza tavola in cui Paperone ammetteva che non aveva rinnovato la concessione, per cui il terreno che rivendicava e abitato ora da Doretta non era più legalmente suo, ed altre vignette, equivalenti a mezza pagina di contenuto, in modo da tagliare un numero intero di pagine.
Solo nel 1981, quando è stato possibile recuperare quasi tutte le tavole eliminate, La Stella del Polo ha visto la luce in un'edizione integrale (contenuta nella raccolta "Uncle Scrooge His Life & Times"), alla quale, però, mancavano all'appello un numero di vignette equivalente a mezza pagina, sostituite da un paio di strisce schizzate dallo stesso Barks in base ai suoi ricordi sulla storia (in seguito Daan Jippes, partendo proprio da queste quattro vignette, ridisegnò la scena perduta: l'opera dell'artista olandese può essere vista su ZP n. 77). Nel 2021 è stata pubblicata sulla testata svedese Kalle Anka Klassiker una delle vignette mancanti, rinvenuta nel 2020, il cui contenuto è tuttavia completamente diverso dalle quattro vignette schizzate da Barks, ambientate in prossimità della sala da ballo di Dawson, mentre la vignetta ritrovata è ambientata in prossimità della concessione di Paperone, poco prima della scoperta che non era disabitata. Ciò è spiegabile supponendo che Barks non ricordasse perfettamente il contenuto delle vignette andate perdute, che probabilmente non erano contigue tra loro.
Le diverse edizioni italiane riflettono le due versioni della storia. Ne volumetto "Vita e dollari di Paperon De Paperoni" (Oscar Mondadori, 1968) compare la versione censurata. Solo diciannove anni dopo, in "Zio Paperone", n. 1 (1987) viene pubblicata la versione completa [32 pagine]. Per la pubblicazione delle diverse versioni, vedi anche Pagina relativa del sito INDUCKS. La versione integrale è stata poi pubblicata in italiano anche sul volume omonimo della serie I Classici del Fumetto di Repubblica (2003), sul volume n. 6 de La grande dinastia dei paperi (2008) e sul n. 1 di Uack! (2014).

## Citazioni alla storia in altre opere
In un episodio del fumetto PKNA (numero 13, "La notte più buia"), nel corso di un'invasione aliena, Camera 9 cerca di rassicurare due anziani paperi, i quali però sostengono di non essere impauriti, bensì divertiti, e che non si divertivano così tanto "dai tempi della Stella del Polo", quando "arrivò a Dawson quel giovanotto con le basette", chiaro riferimento alla vicenda di Zio Paperone.
Nella Saga di Paperon de' Paperoni di Don Rosa, questi racconta ciò che accadde prima degli avvenimenti del flashback, l'insediamento di Paperone nel Klondike (L'argonauta del Fosso dell'Agonia Bianca), gli avvenimenti del mese di prigionia di Doretta (La prigioniera del fosso dell'agonia bianca), il periodo successivo a tali avvenimenti (Cuori nello Yukon) e anche il seguito della storia principale di Barks (Zio Paperone e l'ultima slitta per Dawson) in cui Doretta ristruttura la Bolla d'Oro e diventa un'albergatrice.
L'episodio è anche base dell'episodio "Ritorno al Klondike" di DuckTales - Avventure di paperi, e ispira (assieme alla storia La prigioniera del Fosso dell'Agonia Bianca) l'episodio "Il mistero del Fosso dell'Agonia Bianca" del reboot DuckTales.